# 名鉄3500系電車 (2代)
名鉄3500系電車（めいてつ3500けいでんしゃ）とは、1993年（平成5年）に登場した名古屋鉄道（名鉄）の通勤形電車である。
なお本項では、車体・性能・システムが類似し、同じグループとして運用されている3700系電車（3代）・3100系電車についても記述する。

## 概要
従来投入されてきた6000系列の後継発展車種として、VVVFインバータ制御、電気指令式ブレーキ等の新機軸を導入のうえ登場した通勤形電車である。3500系・3700系・3100系ともに車体は普通鋼製で、座席はオールロングシートである。
主電動機、主制御器ともに当初は東洋電機製造製のみであったが、増備車では主電動機に三菱電機製、主制御器に東芝製と三菱電機製が加わった。かご形三相誘導電動機は回転子の構造が単純なため、短時間の過負荷による温度上昇に強く、定格出力は170 kWであるが短時間ならば実効出力で250 kW以上を発揮できる。また、遠心力に弱い整流子を持たないため許容回転数も高い。この高出力な電動機によって、歯車比の大きい通勤車ながらも高速性能は大幅に向上し、就役当初から名古屋本線の優等列車で120 km/h運転を実施した。ただし、高速性能を最重視していることもあり、逆に起動加速度は2.0 km/h/sと、新幹線車両を除く日本のVVVF車両としては最低ランクに位置する。なお、特急車の2000系、2200系においても、搭載主電動機や基本的な走行性能は本系列をベースとしている。
総数136両が製造され、名鉄では6000系に次ぐ2位だが、それを僅か4年間で投入しており、新造ペースに関しては現有車両の中で1位である。また6000系も廃車が進んだことから、瀬戸線の6000系が全廃された2014（平成26）年度以降は3500系が名鉄最多車両となった。全系列では3500系・3700系両系列で4両編成39本156両、3100系2両編成23本46両の合計62本202両が在籍している。
就役後の変化として、1993年から1997年製造の車両は登場時は種別・行先表示器が6000系以来の種別=漢字1文字（「快急」を除く）、行先表示=日本語のみの方式であったが、2005年までに種別を2文字表記とし種別・行先ともに英文字を併記した方式へ変更された。また、EB装置や折りたたみ式の転落防止幌なども順次取り付けられている。当初から全車が装着しているボルスタレス台車は、1995年からヨーダンパが設置され、さらに2004年からは電動車のみ許容荷重を高めた台車に交換された。

## 系列別概要

### 3500系
1993年6月から1996年6月まで製造された、片側3扉で全車両の座席がロングシートの4両固定編成で、豊橋方から ク3500形(Tc1) - モ3550形(M2) - モ3650形(M1) - ク3600形(Tc2) の順に組成される。
主電動機の出力を170 kWに増強し、GTOサイリスタ素子(4,500 V/4,000 A)を用いたVVVFインバータ制御を導入した。また、三菱電機のMBS-A方式電気指令式ブレーキを採用しているため、旧来のHSC方式電磁直通ブレーキを有する6000系・6500系などとの併結運転はできない。電気指令式ブレーキの採用で、名鉄の車両としては初めて一つの主幹制御器で加速・減速操作を行うワンハンドル式が採用された。主幹制御器のノッチは力行5段・中立・常用制動7段・非常制動となっている。
客室内の設備として、名鉄では特急車以外で初採用となる号車番号表示器とLED式車内案内表示装置を車端部に設置した。号車番号表示は途中駅から行き先が分かれる列車に便利な機能で、案内表示器には次駅の案内などのほかその時々の速度を数字と電車をかたどったグラフで示す機能もある。座席配置は6500系8次車・6800系6次車と同一で、座面形状が変更された。ラッシュ対策のため、特に利用客が固まる乗降扉の両脇1人分ずつには座席を設けず立席スペースとし、扉間が6人掛け、中間車の車端部が4人掛けとしてある。しかし実質座席定員が少ないとの指摘を受け、1996年製造の4次車からは1両につき8か所に1人用の補助席を追加した。これは初期製造車の一部にも設置されている（後述）。また、運転席背後には当初から座席を設けず車椅子スペースとしている。客室化粧板は6750系2次車から採用されている格子模様のクリーム色だが、天井板が6500系8次車などでは白色であったのに対し、本系列からはクリーム色となった。4両編成34本136両が在籍する。
落成当時、赤い車体に乗降口扉の上半分が灰色に塗られていたが、2000年以後、他の部分と同じ赤色に塗り直された。これは3700・3100系も同じである。また座席モケットは、当初はストライプ入りのライトパープルのものであったが、後に全車が6000系列と同様のブラウンパープルのものに交換された。さらに、2019年からは3500系と3100系のそれぞれ一部編成において、3300系と同様のものへの交換が進められている。（後述）
車体は6500系の6518編成以降をベースとするが、先頭車前面には電気指令式ブレーキを意味する「ECB」 (Electric Command Brake) のプレートが取り付けられ、また正面下部にはスカート（排障器）を設置した。また、正面上部には車両番号が表記されている。正面の車両番号表示は、名鉄における完全新製車では1954年以来、車体更新車でも1966年以来行われていなかった。
一方で、起動加速度が1990年代に製造された鉄道車両としては著しく低い2.0 km/h/sとなっているが、これは当時の名鉄では基本的に高速性能を重視する方針だったこともあった（主電動機の特性上、通常の場合は高速性能と加速性能は相反するため、高速性能を強化すると加速性能が犠牲になる）。
1次車 3501F – 3504F
1991年より犬山線などに暫定的に投入されていた100系200番台が本来の使用目的である名古屋市交通局（名古屋市営地下鉄）鶴舞線への直通運用に充当されることになったため、その代替用として1993年6月から7月にかけて4編成16両が製造された。当初はまだ3100系が製造されておらず、本系列自体も車両数が少なく柔軟な運用が組みにくかったため、急行にはあまり運用されず普通列車を中心に運用されていた。
このグループのみ6000系などと同じ従来型の列車無線アンテナを装備する。なお、本系列の全体定員は座席を切り詰めたことにより100系よりも僅かに多くなっている。

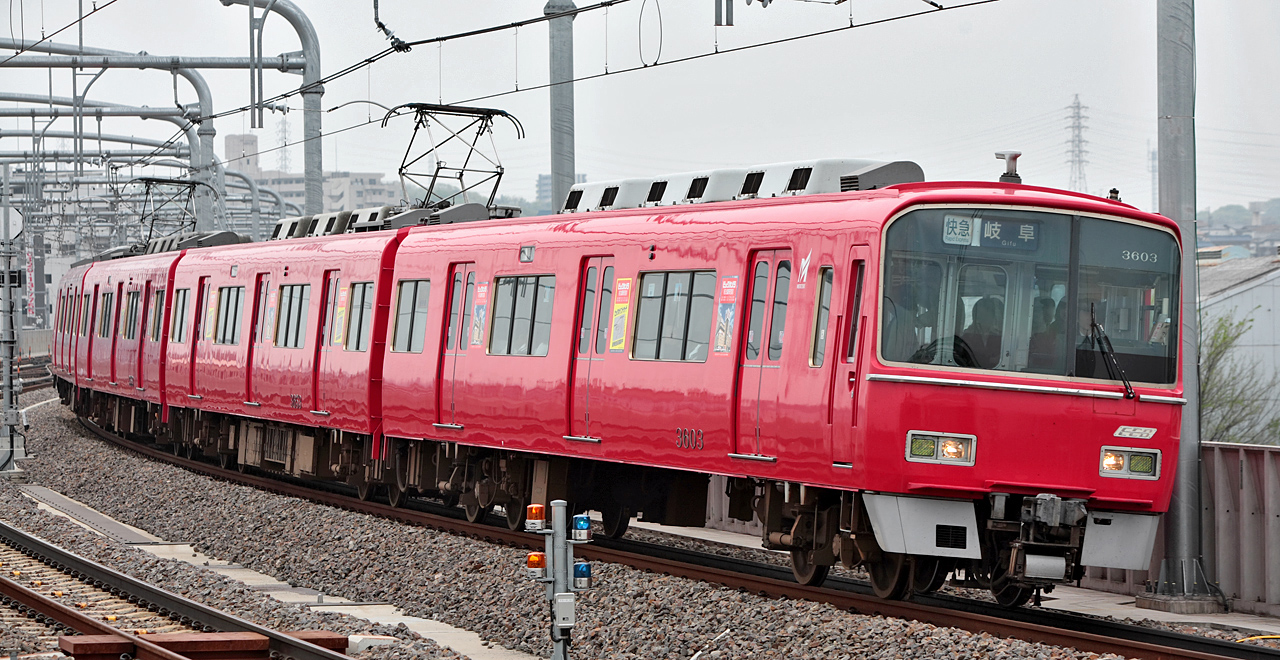
3503編成

2次車 3505F – 3511F
1994年3月から4月にかけて7編成28両が製造された。基本的な仕様は1次車に準拠するが、この増備車より列車無線アンテナの形状が変わり以後の新造車両ではこのタイプのものが採用されている。
3509Fの岐阜方先頭車のク3609は1995年9月より試験的に折り畳み式補助椅子を設置し、翌年の増備車で本格採用されたほか、1997年には3509Fの他の3両と3508Fにも設置された。

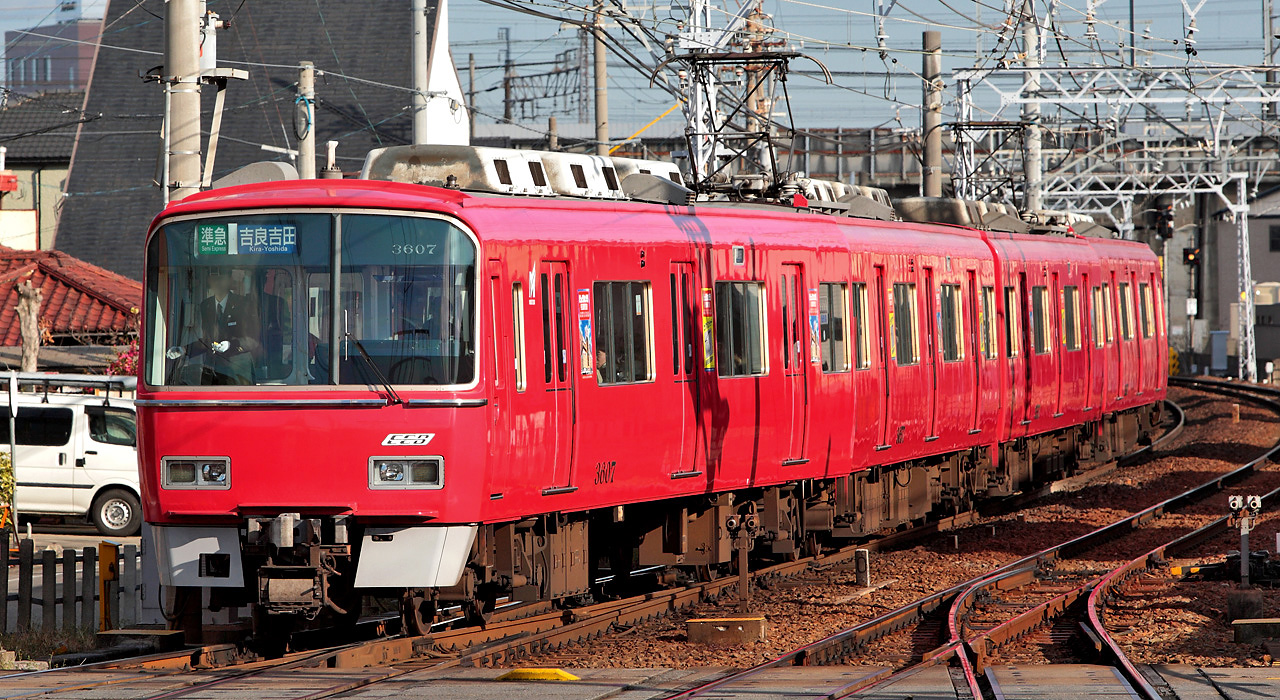
3507編成

3次車 3512F – 3521F
1995年4月に3512F – 3517F、6月に3518F – 3521Fの計10編成40両が製造された。前述の通り、この増備車からは主制御器や主電動機の製造会社が従来の東洋電機製造製に加えて東芝製と三菱電機製を採用した車両も現れたが、主制御器については東芝製・三菱電機製についてもOEM方式で共通化した関係で、東洋電機製造製とほぼ同じ物を採用している。そのため磁励音はこの両社で製造した主制御器についても東洋電機製造製と同じとなっている。また、1995年以降からの東洋電機製造のVVVFインバータ装置などの電装品には、会社名を表すTDK刻印ロゴから、プレート式のものに変更となった。
この増備で、広見線新可児 - 御嵩間や尾西線新一宮 - 森上間などの支線にも入線するようになった。ちなみに1995年度の名鉄での新製車両は本系列のみでクロスシート車の新製は皆無であった。この3次車導入により、6000系16両が瀬戸線に転属、3780系の一部が代替廃車された。

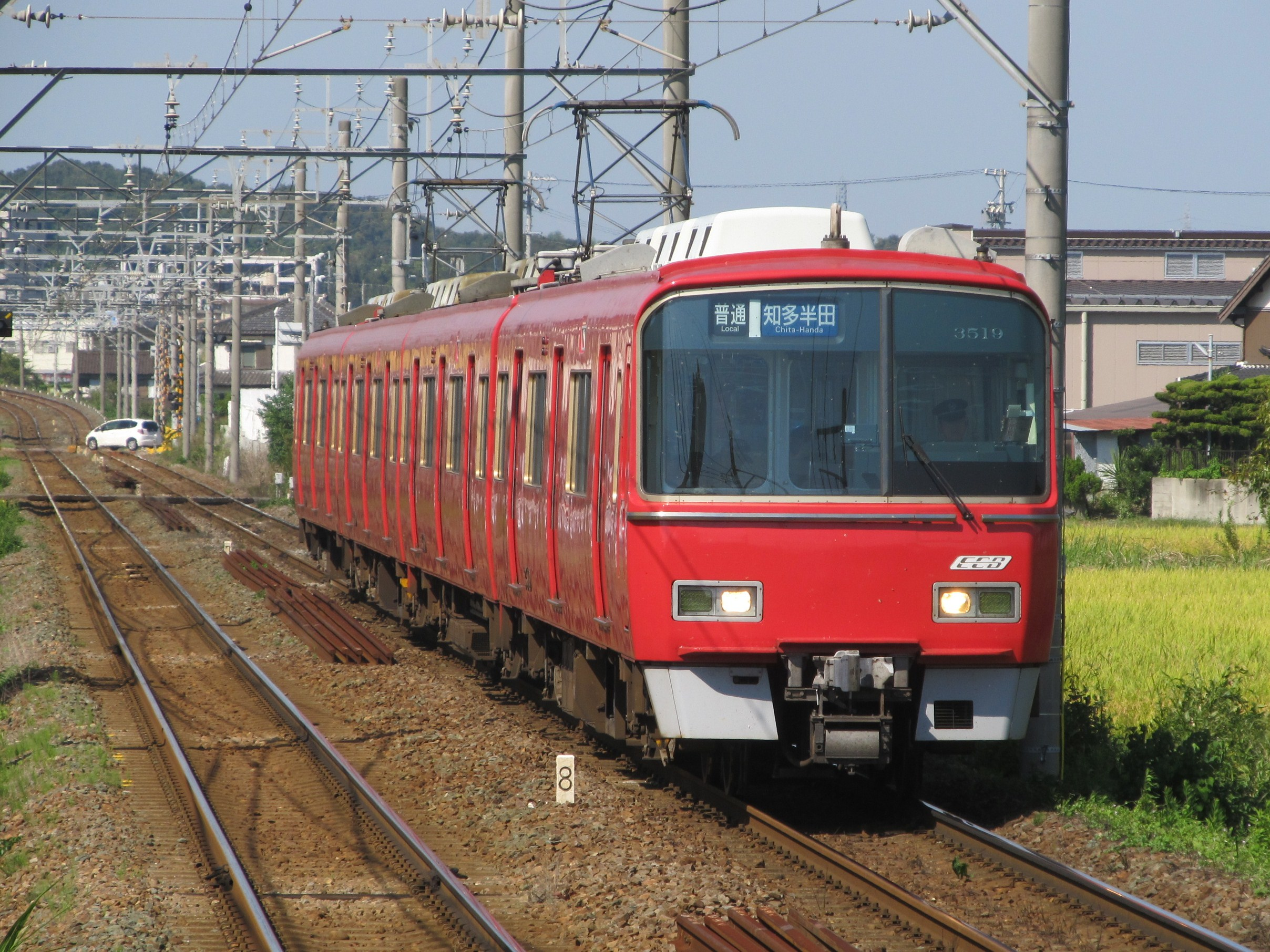
3519編成

4次車 3522F – 3526F
1996年2月に5編成20両が製造された。ク3609でテストされていた折り畳み式補助椅子が本格採用され、各車両に8名分ずつ設置された。またドアチャイムが設置され、以後の新造車で標準装備となったほか、6000系などの一部の車両にも改造で取り付けられた。さらには冷房装置を低騒音型のものに、冷房装置などサービス機器に電力を供給するSIVをGTOサイリスタ方式からIGBT方式のものに変更した。
室内では天井中央部の高さが僅か10 mmであるが高くなった。なお、全編成とも制御装置、主電動機ともに東洋電機製である。

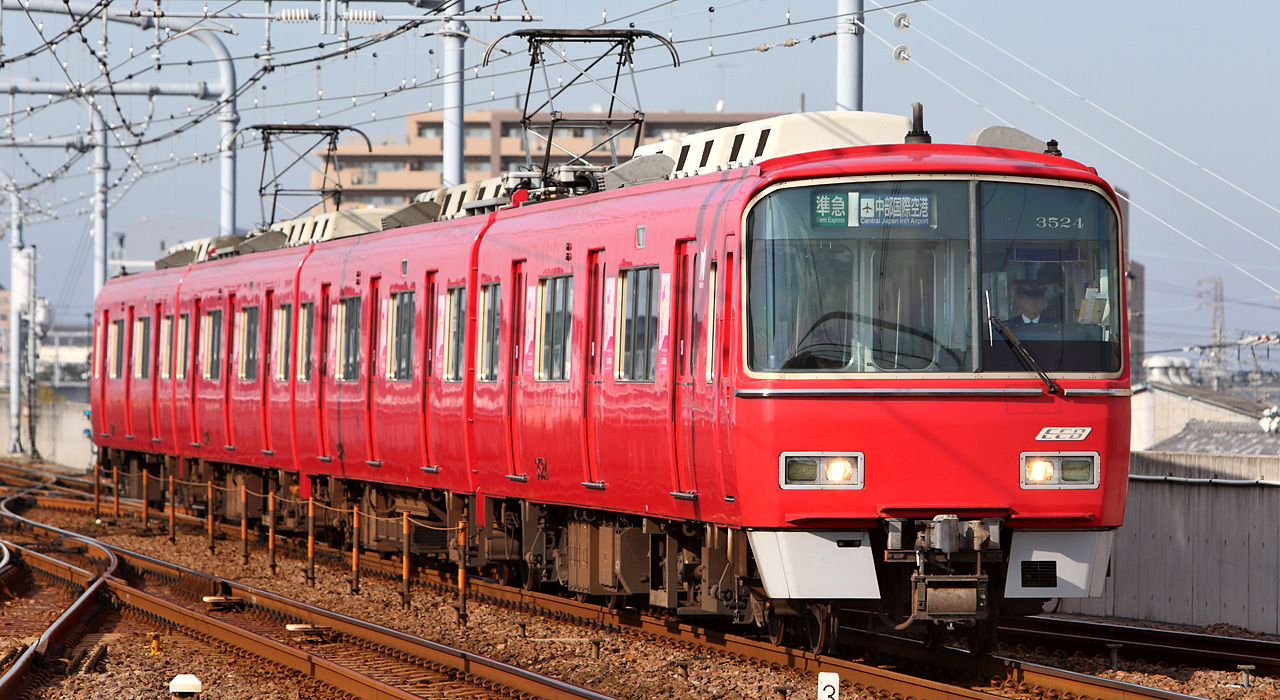
3524編成
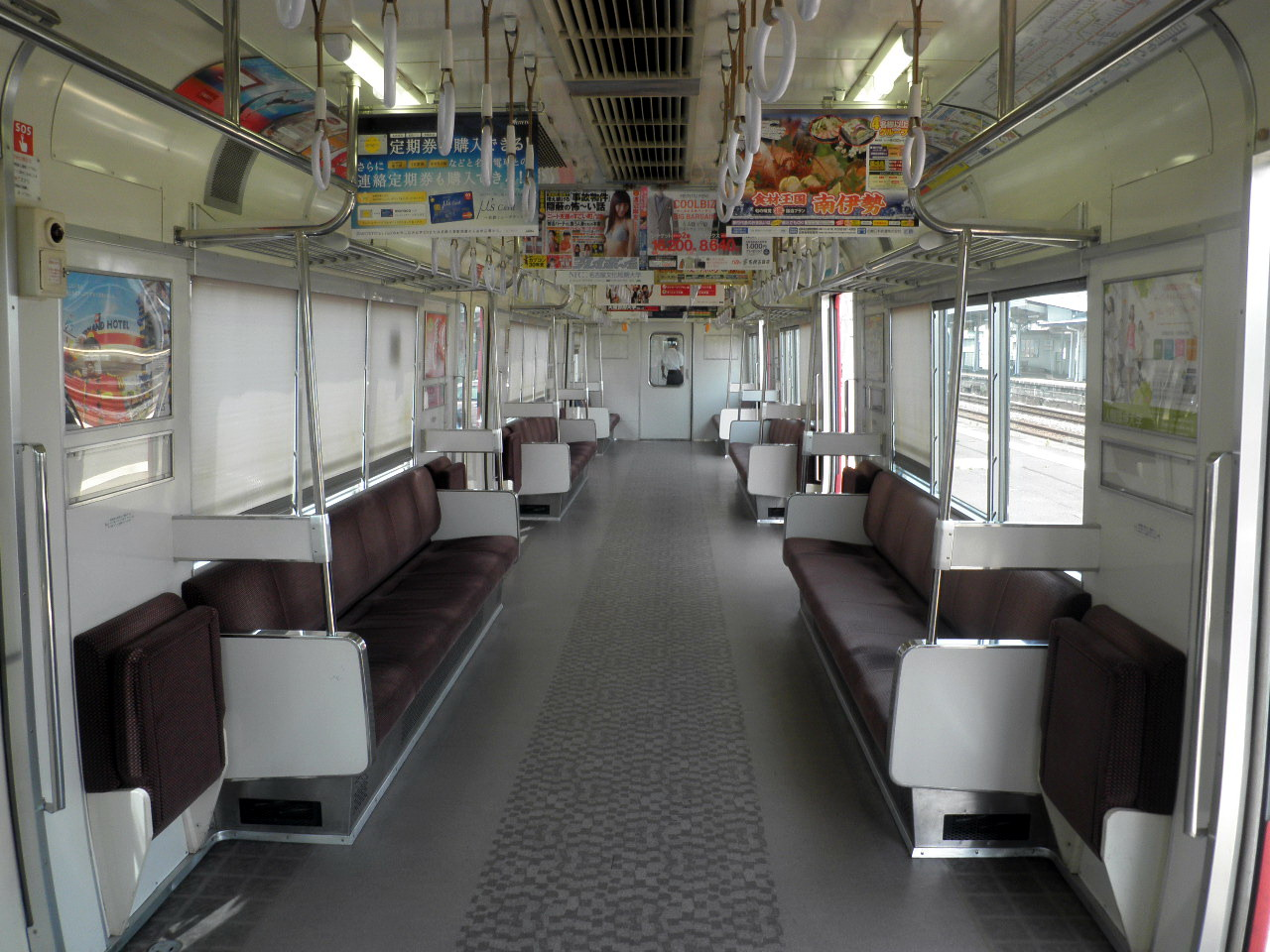
3525編成車内 （ドア脇に補助椅子がある）

5次車 3527F – 3534F
1996年4月に8編成32両が製造された。基本的な仕様は4次車に準拠する。
上記4次車とこの5次車の増備により、6000系の5 – 8次車の中間車のみ12両を瀬戸線に転用させることで、HL車全廃・モ800形（初代）営業運転終了・7300系の一部廃車といった動きがあり、名鉄の1,500 V線区での冷房化率は100 %となった。さらに、6000系列については豊橋までの定期運用が消滅した。
この増備をもって本系列の製造は終了し、1997年からの新製は下記の3700系となった。また、7000系から連綿と引き継がれてきた卵形小断面車体の製造も特急車を除いて最後となった。

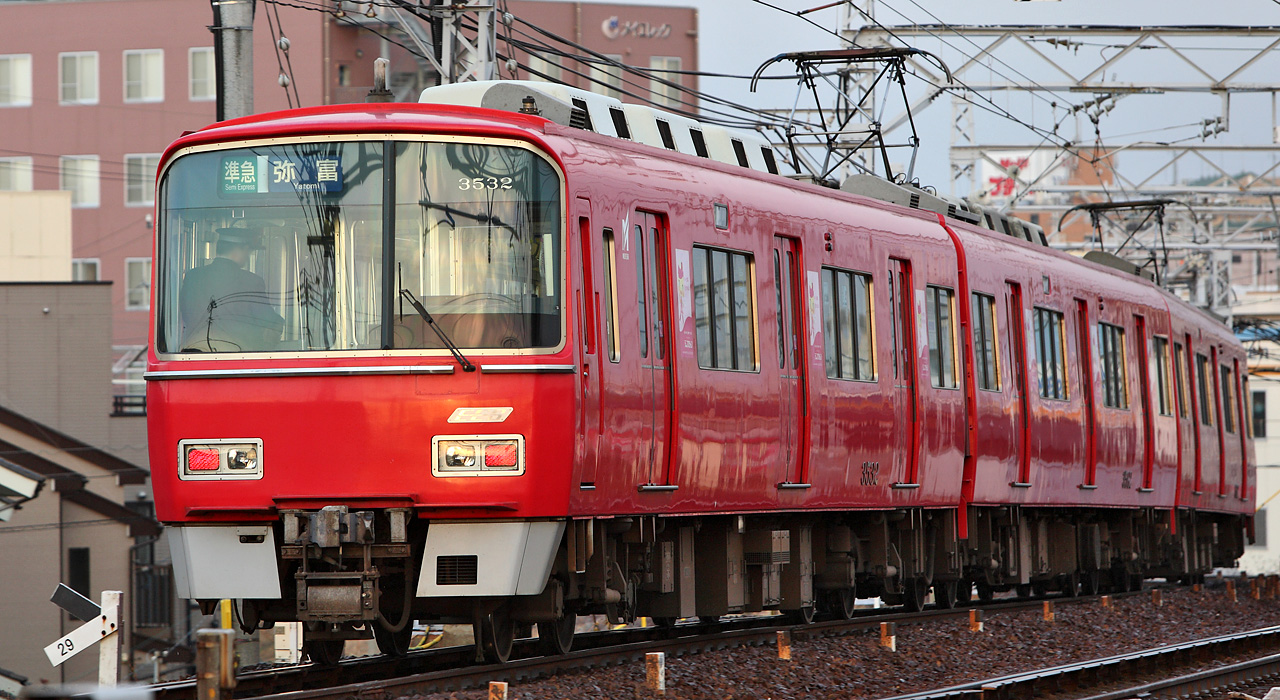
3532編成

#### 機器更新・内装変更
2017年度より制御機器の更新工事（東洋電機製造製RG-6020-A-M）が順次実施されており、行先表示器のフルカラーLED化、ドアチャイムの新設、車内案内表示装置の更新といった改装も同時に行われている。なお、3511編成はこれに先行した2013年に試験的な機器更新が行われており、この時車内案内装置が交換されていたのは編成両端の運転台側の2基だけであった。ただし、3511編成の車内案内装置は試験であった為、2019年2月頃に元の車内案内装置に戻ったが、後述の3513Fと同様の体質改善工事が行われた際に再び車内案内装置が更新された。
3519Fにおいて3300系3312F以降の位置同等の位置に優先席スペースの移設、モケット交換が実施された。
2019年度には3513Fに従来の更新内容の他に内装更新、室内灯のLED化、非常梯子の設置、
中間車への車椅子スペースの設置などの体質改善工事が行われた。

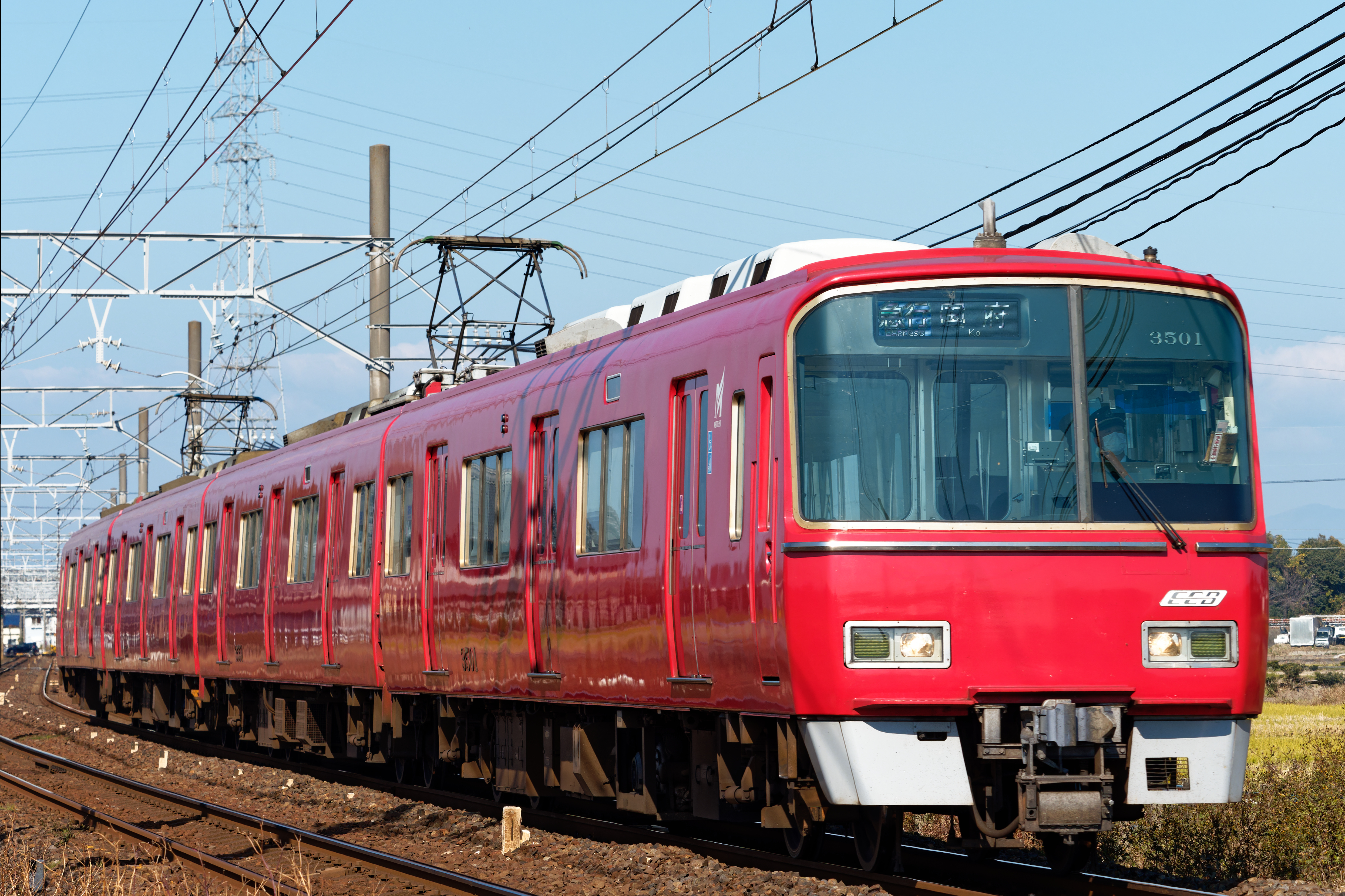
更新後の3501編成
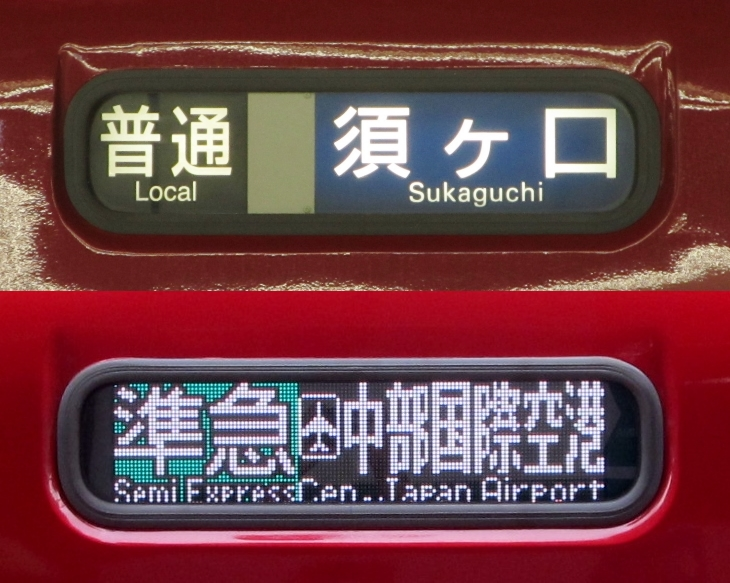
側面行先表示器のLED化
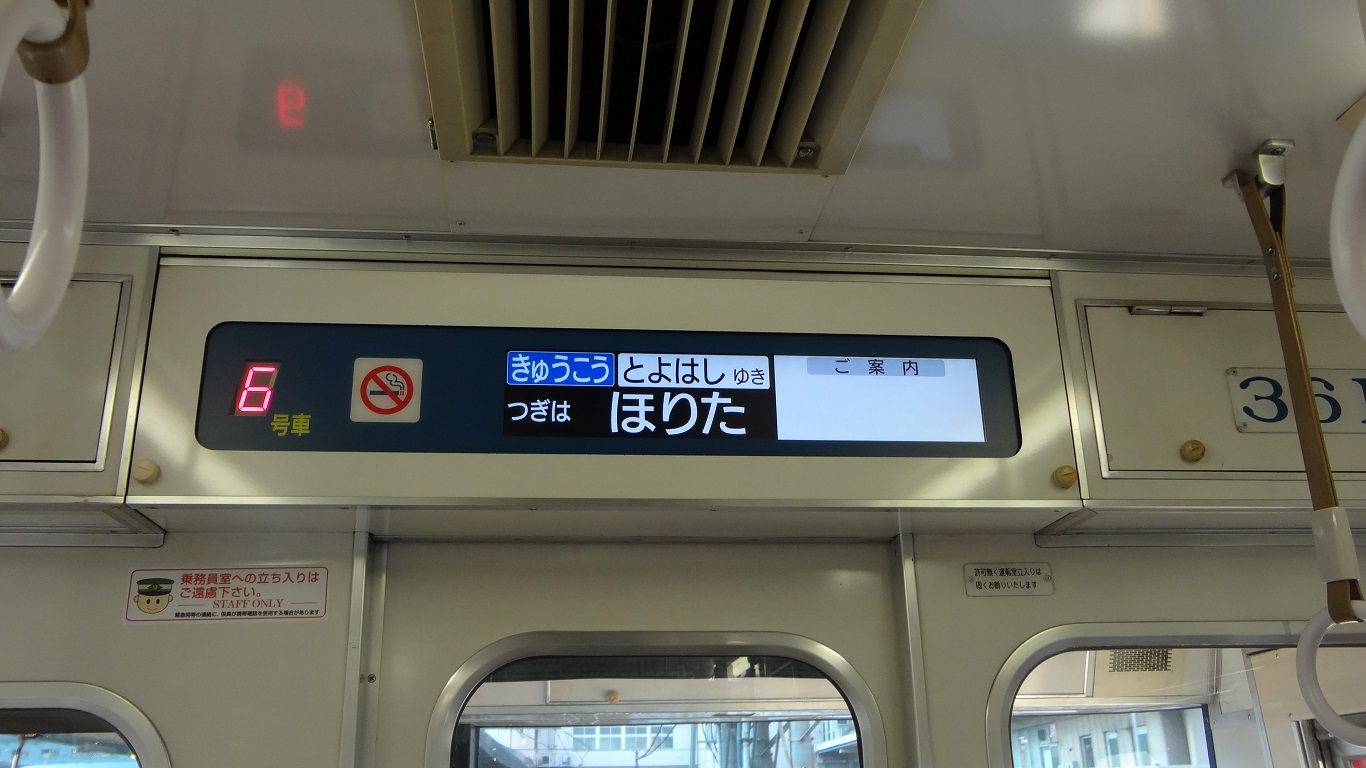
車内案内表示器のLCD化

### 3700系
3500系の改良型で、1997年から1998年にかけて4両編成5本20両が製造された。編成は豊橋方から ク3700形(Tc1) - モ3750形(M2) - モ3850形(M1) - ク3800形(Tc2)である。3700系という形式称号は名鉄では3代目となる。
動力系や室内などは3500系に準ずるが、パンタグラフには従来タイプの菱形ではなくシングルアーム式のものが採用されたほか、車体断面形状もそれまでの卵形から側板が垂直の角張った形状となり、屋根高さが100 mm高い3,600 mmとなった。側窓の天地寸法は40 mm拡大されて880 mmとなったが、屋根は肩部のR（曲率半径）が小さく上面のRが大きいため幕板部分が広い。また本系列から車体の長さを従来の18,100 mmから18,230 mmに、連結面間隔も730 mmから600 mmに変更した。床面高さは10 mm下げられ、1,100 mmとなった。
室内の構成は3500系と同様であるが、車体断面形状が変わったことで天井は両隅から中央に向かって緩やかに高くなっており、天井の高さが2,235 mmに拡大された。冷房吹出口は1200系と同様のラインフロー式となり、中央部の化粧板は、1次車がクリーム色、2次車がグレーベージュとなっている。座席が扉脇まで延長され、折りたたみ式の補助席は廃止された。扉間の座席は9人掛けとなったが、1人当りの幅は440 mmで、その後の標準である470 mm（8人掛け）に比べると狭い。ただし車端部は470 mmを確保している。座面の形状は3500系と同様だが、車体断面形状の変更で背摺りの傾斜が若干大きくなった。車体を延長した分だけ、妻面の壁が3500系と比べて厚くなり、そこにLED表示器、消火器、非常コックなどを収めている。また、側窓の天地寸法拡大によって、荷棚受け金具の形状にも変化が見られる。
3500系と同様に電気指令式ブレーキを装備するため、先頭車前面に「ECB」のプレートが装着されているが、そのデザインは変化している。冷房装置は、客室容積の拡大と吹き出し方式の変更に伴い6000系の能力アップに採用された12,500 kcal/hの集約分散式を各車3基搭載するが、室外機カバーの形状は異なる。扉付近に大径のラインデリアを併用する点も1200系と同様である。
また車内のLED表示器の文字の書体も3500系とは異なる。種別・行先表示器の表示内容の変遷は前記した。電動空気圧縮機（CP）は、次項の3100系と同様C-1500型に、補助電源装置（SIV）も出力75 kVAの新設計品へと変更された。これらのCP、SIVともその後の新形式では標準装備となっている。

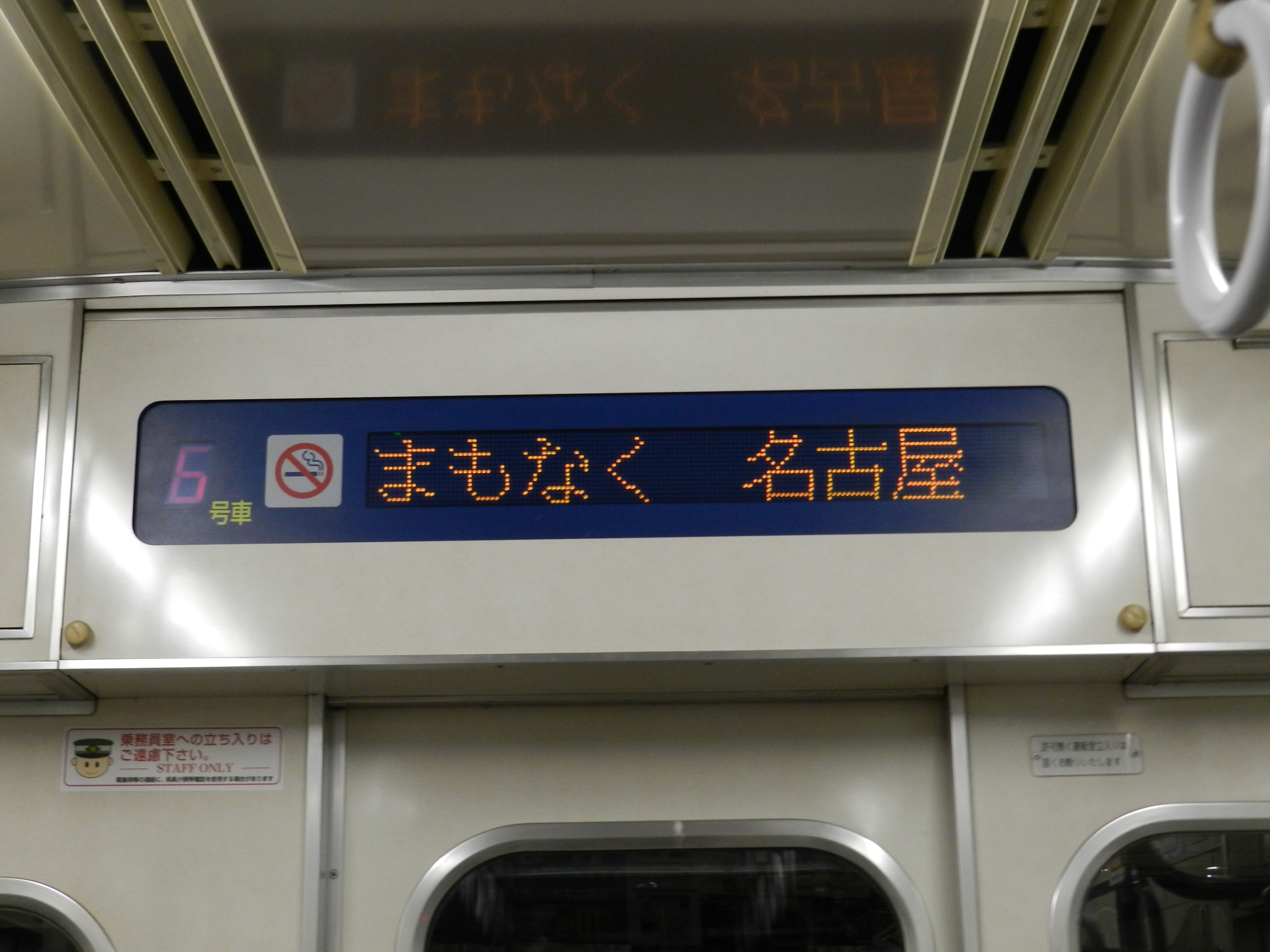
車内案内表示装置

1次車 3701F・3702F
1997年に2編成8両が製造された。
この2本と下記の3100系1次車の製造によって7300系が全廃された。

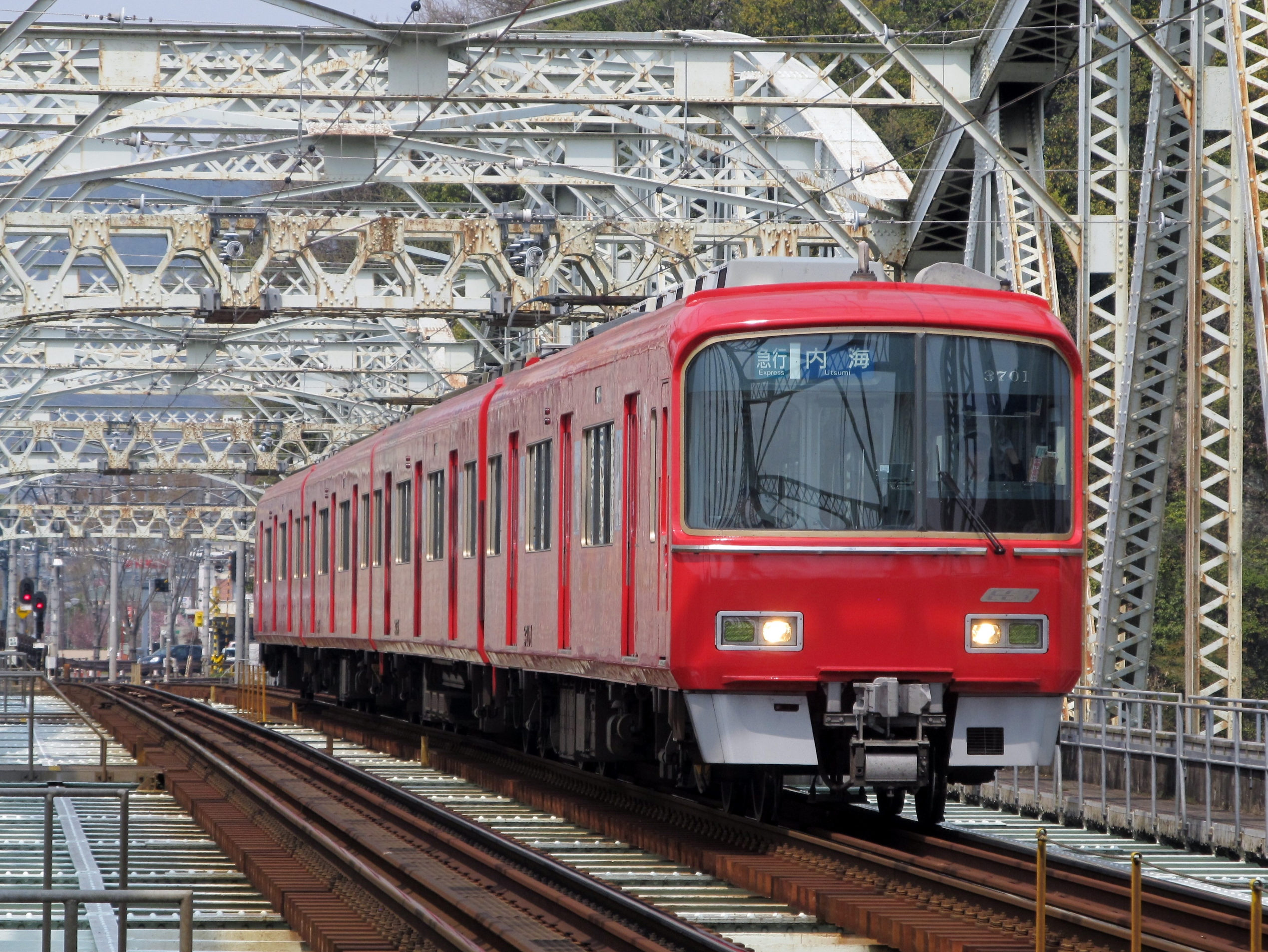
3701編成

2次車 3703 – 3705F
1998年3月に3編成12両が製造された。前面窓の位置を80 mm上げ、新造時から種別・行先表示器にローマ字を併記した字幕を採用し前面・側面ともに1次車よりも表示窓が拡大されている。
この3編成と3100系2次車の製造によって7000系が編成単位で廃車されるようになった。
本系列は5本が落成したのみで製造を終了し、以後本線系の4両編成通勤形車両は2004年の3300系に移行した。

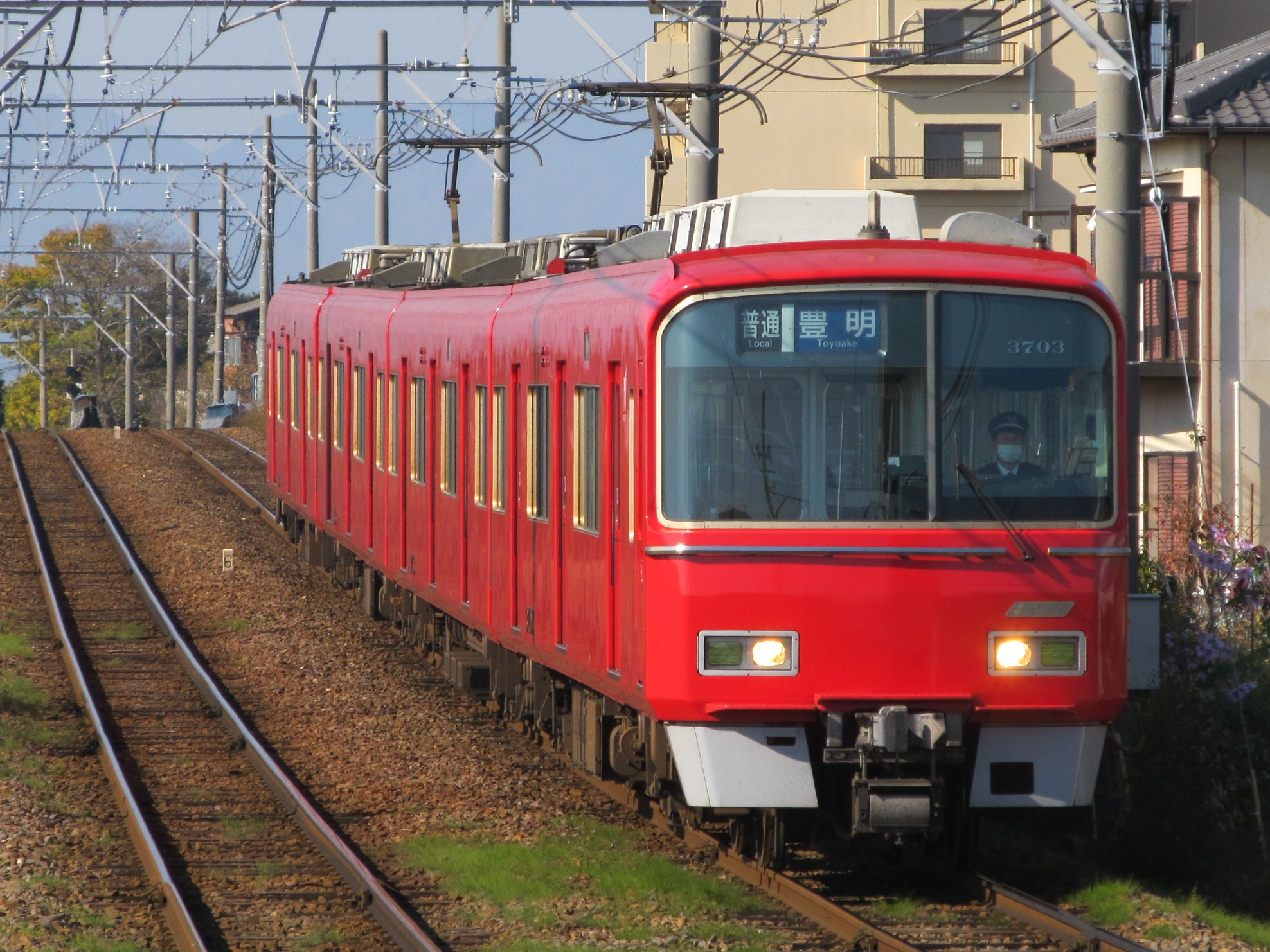
3703編成

### 3100系
3700系の2両編成版で、名鉄初のIGBT-VVVF車両として1997年（平成9年）から2000年（平成12年）にかけて23本46両が製造された。編成は豊橋方から ク3100形(Tc) - モ3200形(Mc) である。
車体や客室設備は上記の3700系とほぼ同様であり、名鉄の公式サイト等では同系の2両組成版と位置づけている。
しかし制御システムは異なり、VVVFインバータ装置を3500・3700系のGTO素子からIGBT素子（1C1M×4群、個別制御方式）に変更し、故障時に対処しやすくなるなど、きめ細かい制御を可能にした。このシステムは、後の新造車にも一部改良の上で採用されている。制御装置は三菱電機製と東芝製のものが採用された。
3500系・3700系と同じく電気指令式ブレーキを装備するため、先頭車前面に「ECB」のプレートが装着されている。また、従来2両組成車の場合、制御付随車（ク）に搭載されてきた補助電源装置は、本形式から制御電動車（モ）に搭載されるようになり、補助電源装置が故障した際、VVVF装置の1群を開放して補助電源装置として使用できるよう、補助電源装置一体型のVVVFインバータ装置（デュアルモードVVVF/CVCF）とした。このため、当形式から「VVVFインバータ装置」の表記が、「車両制御装置」となった。なお、この方式を採用したのは大手私鉄では初で、JRを含めると西日本旅客鉄道（JR西日本）223系1000番台に次いで2例目となる。
基本的に自動放送装置などは搭載されていない。
本形式にも車内案内表示装置が搭載され、1700系と併結して快速特急・特急の運用に入った際にのみ、特別車についての案内も表示される他、種別の表示が赤色文字となる。なお、2200系と併結して快速特急・特急運用に入った場合や3500・3700系および3300系と併結して急行・快速急行に入った場合でも通常通りの表示（上記の1700系を除く）となる。
また、2004年5月には当時落成して間もない2000系と併結しての試運転も行った。
2019年6月には、1次車3107編成を皮切りに、白をベースとした2200系に似せた車体塗装に変更し、座席表皮を3300系と同様のものに交換した編成が登場した。特急形やステンレス車と併結した際に統一感を持たせることを目的としたもので、2024年6月には最後まで残った3101編成の塗り替えも完了し、約5年を経て全23編成が新塗装になった。
1次車 3101F – 3110F
1997年3月から4月にかけて10編成20両が製造された。

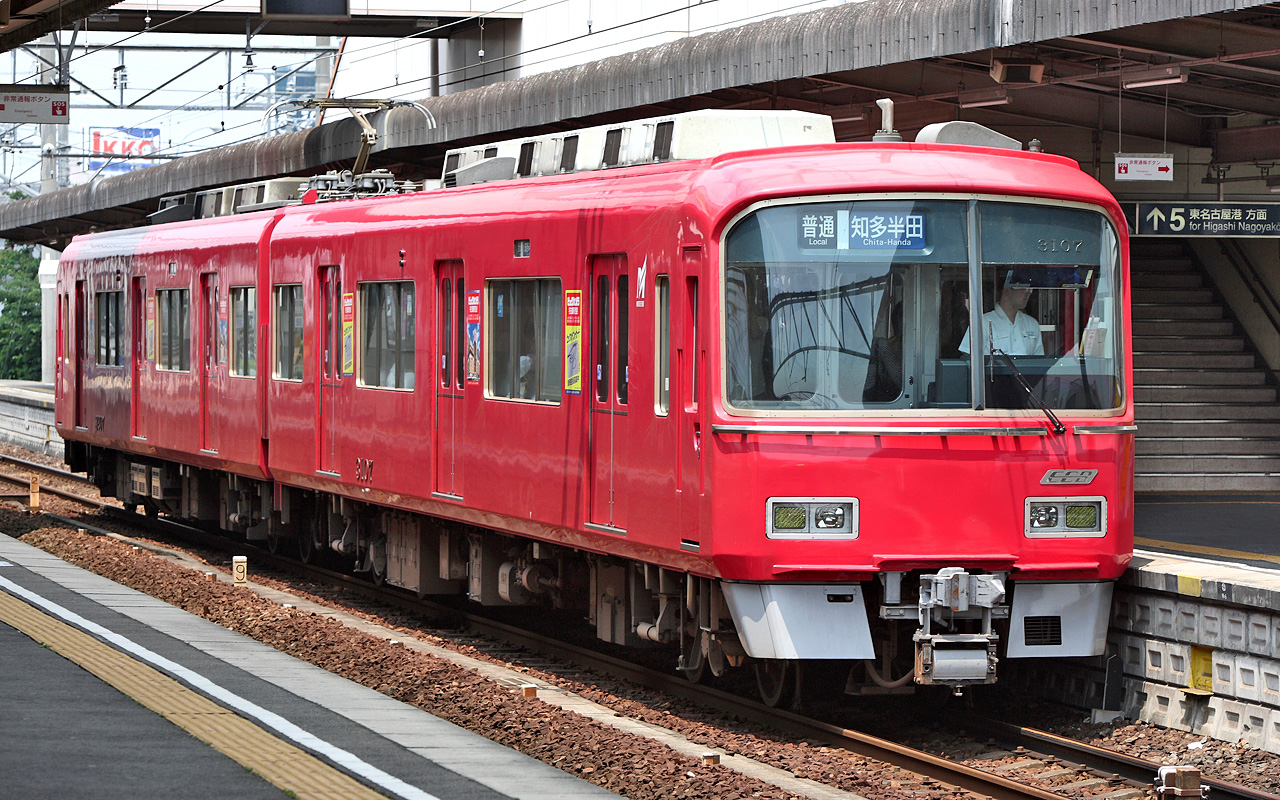
3107編成
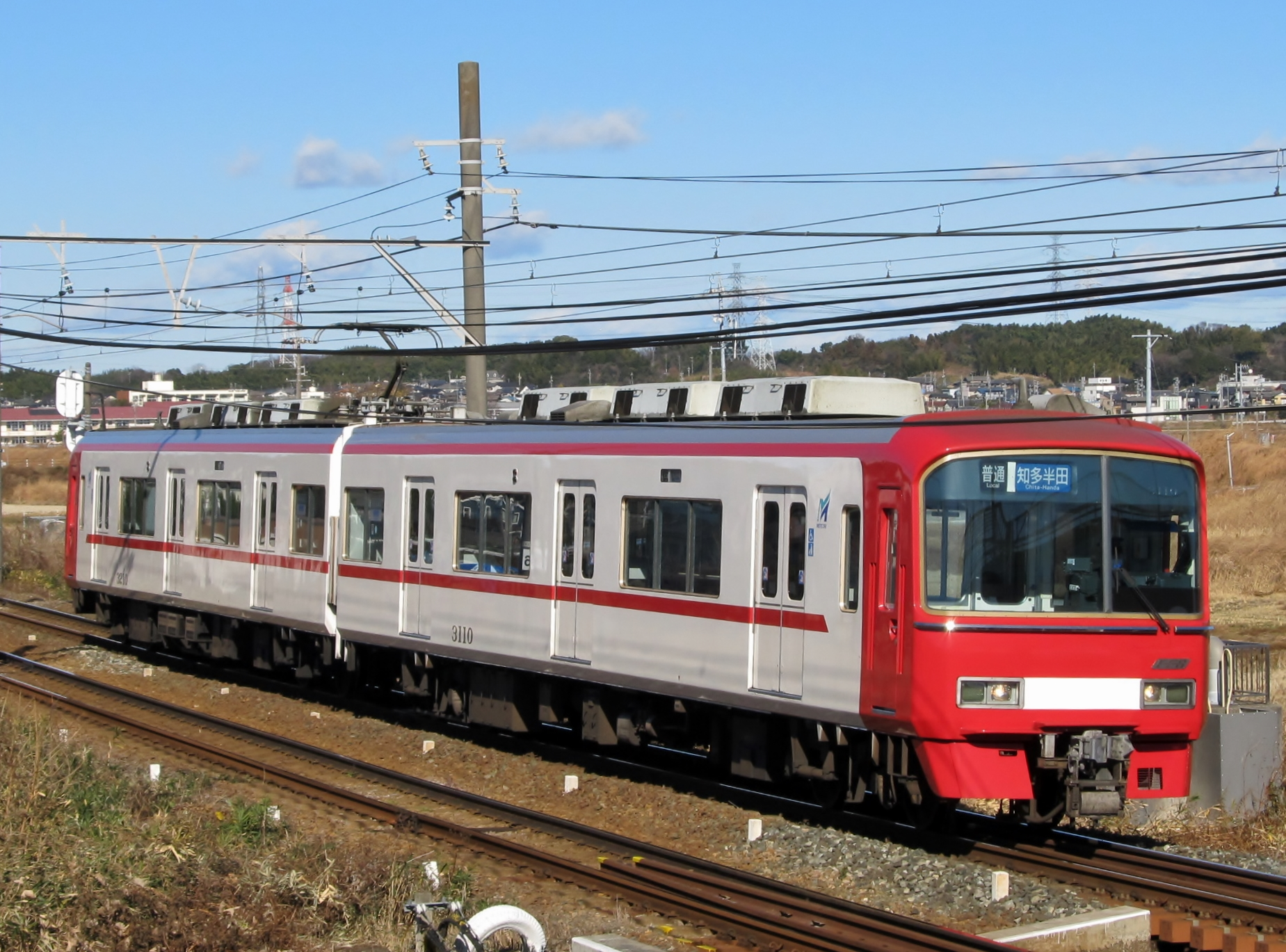
3110編成 （新塗装）

2次車 3111F – 3119F
1998年3月から4月にかけて9編成18両が製造された。3700系2次車と同様の改良がなされている。

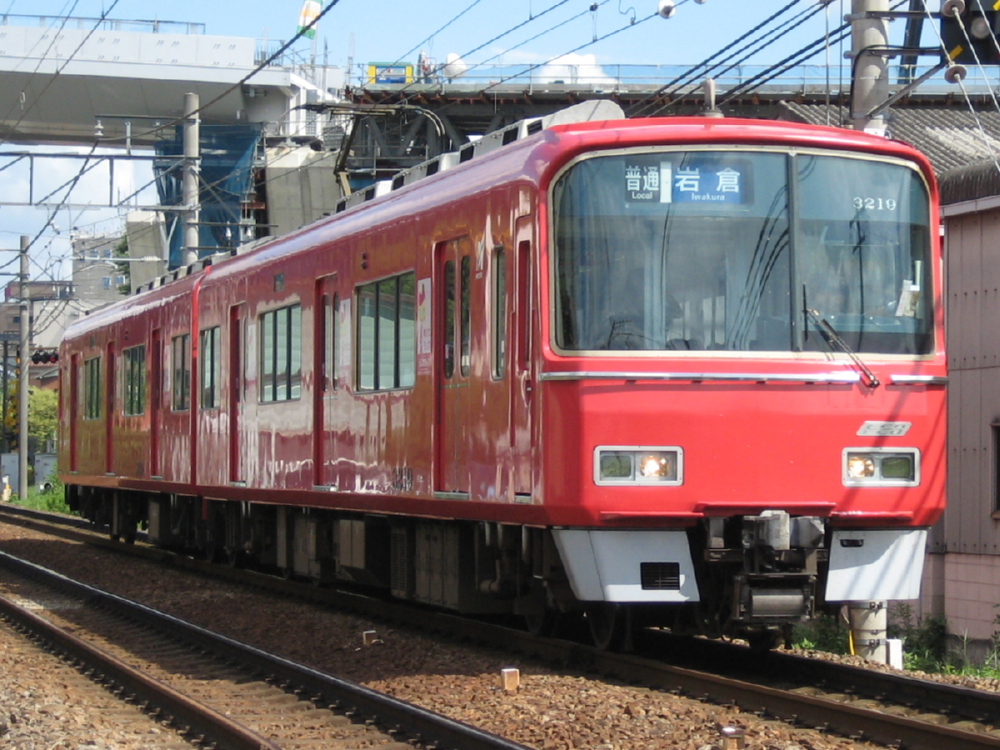
3119編成

3次車 3120F – 3123F
2000年4月に4編成8両が製造された。前年に落成した1600系に準じた変更がなされ、運転台モニタの設置や主幹制御器の右手操作型への変更、100系でも採用されている発車予告ブザーの設置、車外スピーカーの設置がされているほか、新製時より転落防止外幌を装備する。また客室側窓の巻上げカーテンはフリーストップ式となった。
前照灯は当初シールドビームであったが、のちにこの3次車の全車両がHIDに交換され、以後の新造車両では標準装備となった。なお、2024年現在ではHIDからLEDに再変更されている。また、車体側面の車両番号の表記位置がやや上の位置にずれている。また1700系と併結して運用に入った際にのみモニタに特別車の開閉図と走行モーターが表示される。
この3次車8両の導入を受け、同数の6000系が瀬戸線の輸送力増強のため同線に転出した。
本系列の製造はこれをもって終了し、以降の本線系通勤形2両編成の製造は2004年登場の3150系に移行した。
2002年登場の300系以降、通勤形車両はステンレス鋼製の車体を採用するようになったため、長年の名鉄の象徴であった「赤い電車」の新製は3次車・3123Fが最後となった。この3次車をもって、TD駆動車の製造も終了し、300系からはWN駆動に移行した。同時に乗務員室のドアヒンジが車両客室側にある最後の車両でもあった。

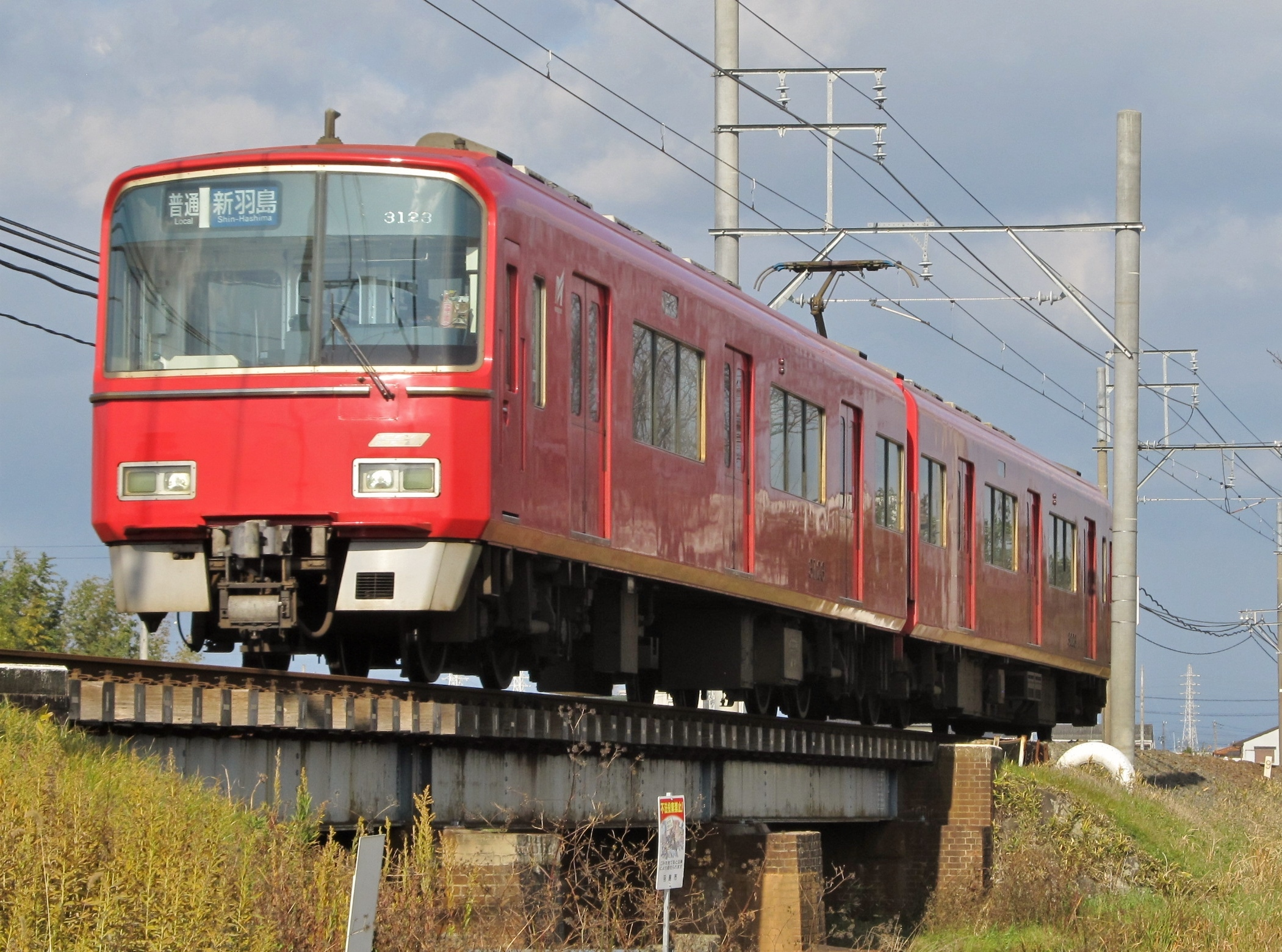
3123編成

## 運用

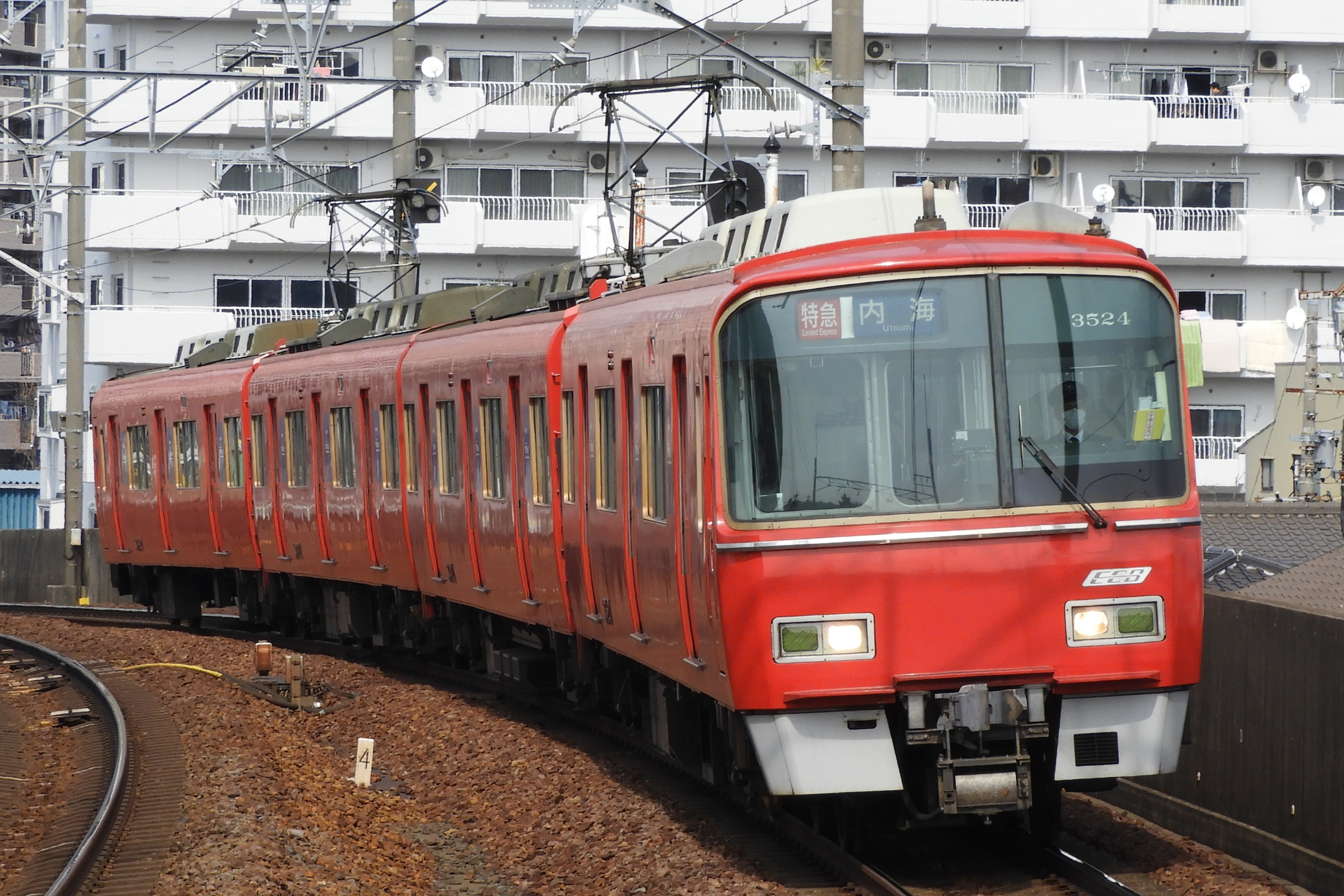
3500系使用の全車一般車特急
（2022年3月11日 / 豊田本町）

3500系・3700系は3300系・9500系と、3100系は3150系・9100系と共通運用が組まれ、これらを組み合わせた2 - 8両編成で本線系統で幅広く使用されている。
快速急行以下での使用が中心で、2008年12月のダイヤ改正以降における豊橋駅発着の急行・一部特別車特急用車両の特急・快速特急の運用は、基本的に本グループ（3300・3150・2200・1700-2300系も含む。2019年以降は9500・9100系も含まれる）で運用される。2両編成の3100系については3150系とともに主に急行・快速急行の運用や平日の朝夕ラッシュ時、名古屋本線・常滑線・犬山線の岐阜駅・新鵜沼駅 - 豊橋駅間の特急で2200系-2300系6両編成に増結して8両とする運用もされる。
2011年3月改正からは全車一般車特急運用が深夜（名鉄名古屋駅23:57発東岡崎行きや中部国際空港駅23:31発岐阜行き）に設定されたほか、2015年6月20日からは日中の全車一般車特急運用も設定されている。
回送列車では2両編成を4本連結した8両編成や、2000系との併結も行われている。
支線区では、西尾線にはこれまで2000年頃のごく僅かな期間を除いて入線実績がなかったが、2008年6月のダイヤ改正以降、定期運用が設定された。尾西線では平日朝の名鉄一宮 - 玉ノ井間で、3500系等の4両編成が車掌乗務で充当されており、2023年9月の運用変更で、津島 - 名鉄一宮間にも定期運用が設定された。2023年3月18日のダイヤ改正で各務原線および知多新線のワンマン運転が開始されたが、両線区には3500系および9500系のいずれもワンマン運転に対応した編成が充当されている。 小牧線や三河線、蒲郡線、築港線、広見線（新可児 - 御嵩間）では定期運用がない。
三河線知立 - 猿投間ではワンマン化以降定期運用はないが、イベントなどのため増発して6000系だけでは車両不足になった際には車掌が乗務して入線する。2003年3月27日のダイヤ改正以降は、前日限りで定期営業運転を終了した旧3300系に代わって築港線で2両単独で運用されていた。しかし平日は混雑することから、2009年10月3日のダイヤ改正・運用変更以降は築港線は5000系などの4両編成による運行とされた。なお、定期・臨時を含め、現存する名鉄路線（瀬戸線以外）では豊田線のみ唯一運行したことがない。

## ラッピング車両
タイアップなどの一環としてラッピングが行われる場合がある。以下はその事例である。
- パトトレイン - 2003年春より1年間、愛知県警による防犯PRのため3701Fと3106Fにパトカー風のラッピングが施された。「パト電」という愛称もある。
- ネスレ「キットカット」 - 2005年と2006年の受験シーズンには3702Fと3703Fにネスレ「キットカット」ラッピングが施された。
- カモン岡崎キャンペーン - 2021年4月から名鉄と岡崎市とのタイアップキャンペーンで3508Fに岡崎観光伝道師の東海オンエアのラッピングが施された[10]
- 『ONE PIECE RED FILM RED』－2022年7月25日から9月20日までワンピース映画とのコラボにより、3524Fにラッピングが施された。

### ポケモンキャンペーン

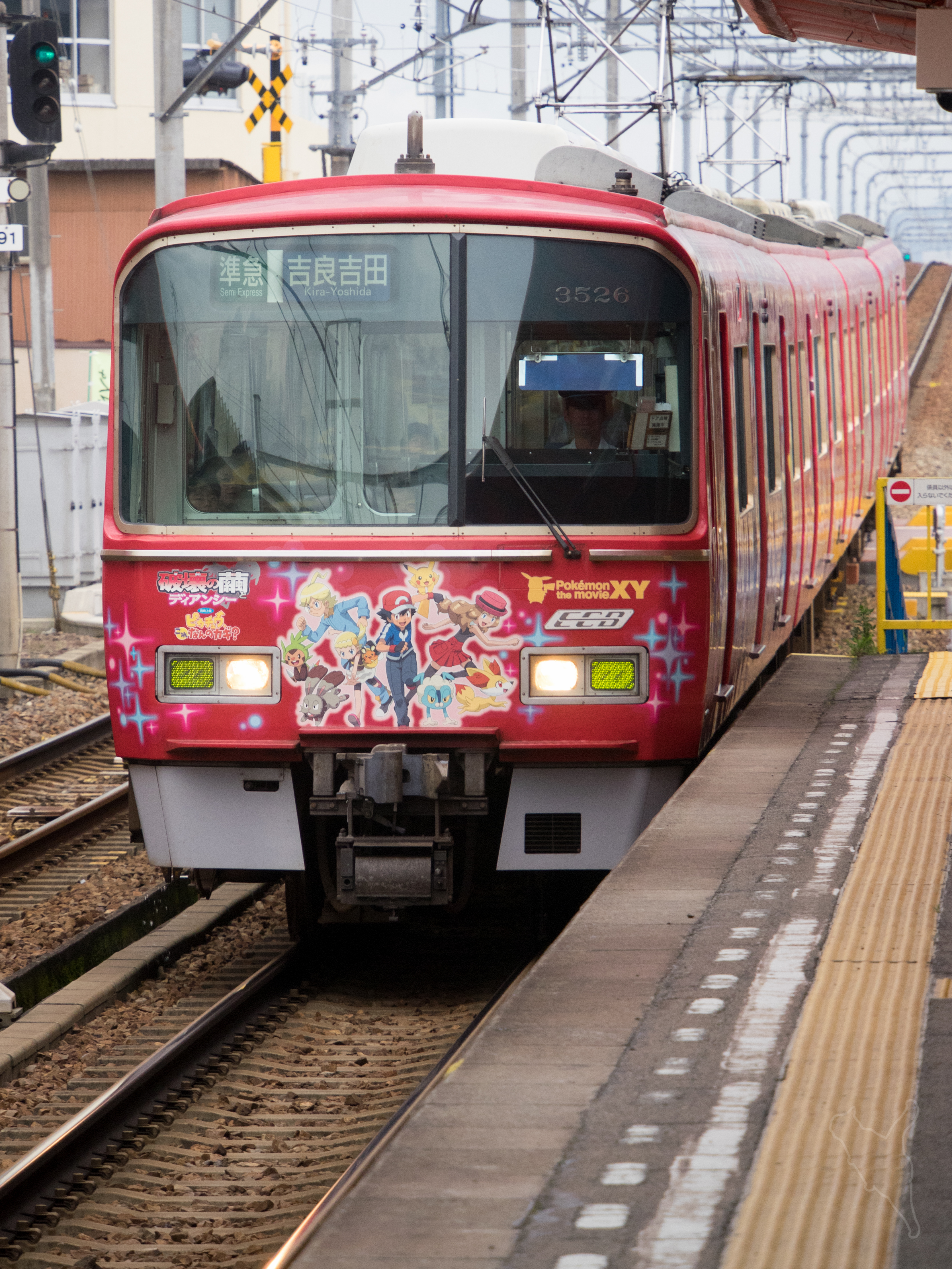
ポケモンXY号
（2014年8月15日 / 勝幡）

ポケモン映画とのタイアップやスタンプラリーイベントの一環として、2007年から2016年まで2000系や2200系とともにラッピングが行われた。
| 年     | 列車名                              | 期間              | 編成     | 備考          |
| 2007年 | ドキドキぼうけんランド号            | 5月27日 - 9月2日  | 3703編成 | [ 11 ]        |
| 2008年 | ポケモン ダイヤモンド・パール号     | 3月8日 - 8月31日  | 3701編成 | [ 12 ]        |
| 2009年 | ポケモン ダイヤモンド・パール2009号 | 3月2日 - 8月31日  | 3701編成 | [ 13 ]        |
| 2010年 | ポケモン ダイヤモンド・パール2010号 | 3月4日 - 8月31日  | 3702編成 | [ 14 ]        |
| 2011年 | ビクティニ号                        | 3月19日 - 8月31日 | 3705編成 | [ 15 ]        |
| 2012年 | ケルディオ号                        | 3月4日 - 9月2日   | 3529編成 | [ 16 ] [ 17 ] |
| 2013年 | イーブイ★フレンズ号                 | 4月28日 - 9月1日  | 3512編成 | [ 18 ]        |
| 2014年 | ポケモンXY号                        | 3月23日 - 8月31日 | 3526編成 | [ 19 ]        |
| 2015年 | ポケモンおでましトレイン            | 3月29日 - 8月31日 | 3506編成 | [ 20 ]        |
| 2016年 | ポケモントレイン                    | 7月4日 - 8月31日  | 3513編成 | [ 21 ]        |

### さくらTRAIN
受験生を応援するキャンペーンの一部として2013年から運行されているラッピング電車。車内には受験生を応援するメッセージが掲示されている。
| 年     | 期間              | 編成     | ラッピング | 備考          |
| 2013年 | 1月11日 - 2月28日 | 3704編成 | 2013年版   | [ 22 ]        |
| 2014年 | 1月14日 - 3月12日 | 3704編成 |            | [ 23 ]        |
| 2015年 | 1月12日 - 2月28日 | 3704編成 |            | [ 24 ]        |
| 2016年 | 1月10日 - 3月25日 | 3702編成 | 2016年版   | [ 25 ]        |
| 2017年 | 1月7日 - 3月25日  | 3705編成 | 2017年版   | [ 26 ] [ 27 ] |

## 編成表
2008年末時点の車両番号を基本として記載する。2017年4月1日現在、3500系は34編成136両が、3700系は5編成20両が、3100系は23編成46両の合計202両が在籍している。
凡例Tc …制御車、Mc …制御電動車、M …電動車
VVVF…制御装置、SIV…補助電源装置、CP…電動空気圧縮機、PT…集電装置
|          | ← 豊橋岐阜 → | ← 豊橋岐阜 → | ← 豊橋岐阜 → | ← 豊橋岐阜 → | 製造次数 | 落成日    | 備考                                          | ワンマン対応 |
| 形式     | ク3500       | モ3550       | モ3650       | ク3600       | 製造次数 | 落成日    | 備考                                          | ワンマン対応 |
| 区分     | Tc1          | M2           | M1           | Tc2          | 製造次数 | 落成日    | 備考                                          | ワンマン対応 |
| 車両番号 | 3501         | 3551         | 3651         | 3601         | 1次車    | 1993/6/23 | 2017/8/7 機器更新                             |              |
| 車両番号 | 3502         | 3552         | 3652         | 3602         | 1次車    | 1993/6/23 | 2020/2/6 機器更新・内装変更                   | 2022/9/30    |
| 車両番号 | 3503         | 3553         | 3653         | 3603         | 1次車    | 1993/7/3  | 2017/10/16 機器更新                           |              |
| 車両番号 | 3504         | 3554         | 3654         | 3604         | 1次車    | 1993/7/3  | 2018/1/17 機器更新                            |              |
| 車両番号 | 3505         | 3555         | 3655         | 3605         | 2次車    | 1994/4/1  | 2018/3/2 機器更新                             |              |
| 車両番号 | 3506         | 3556         | 3656         | 3606         | 2次車    | 1994/4/1  | 2018/7/2 機器更新                             |              |
| 車両番号 | 3507         | 3557         | 3657         | 3607         | 2次車    | 1994/4/3  | 2017/12/20 機器更新                           |              |
| 車両番号 | 3508         | 3558         | 3658         | 3608         | 2次車    | 1994/4/4  | 2018/11/30 機器更新                           |              |
| 車両番号 | 3509         | 3559         | 3659         | 3609         | 2次車    | 1994/4/4  | 2018/8/28 機器更新                            |              |
| 車両番号 | 3510         | 3560         | 3660         | 3610         | 2次車    | 1994/4/13 | 2021/3 機器更新                               |              |
| 車両番号 | 3511         | 3561         | 3661         | 3611         | 2次車    | 1994/4/20 | 2013/2 機器更新 2021/3/1 機器再更新・内装変更 | 2023年度以前 |
| 車両番号 | 3512         | 3562         | 3662         | 3612         | 3次車    | 1995/4/1  |                                               | 2023年度以前 |
| 車両番号 | 3513         | 3563         | 3663         | 3613         | 3次車    | 1995/4/1  | 2019/9/10 機器更新・内装変更                  | 2023年度以前 |
| 車両番号 | 3514         | 3564         | 3664         | 3614         | 3次車    | 1995/4/5  | 2019/10/9 機器更新 2024/10/31 内装更新        | 2024/10/31   |
| 車両番号 | 3515         | 3565         | 3665         | 3615         | 3次車    | 1995/4/5  | 2021年度 機器更新                             |              |
| 車両番号 | 3516         | 3566         | 3666         | 3616         | 3次車    | 1995/4/26 | 2020/10/30 機器更新・内装変更                 | 2023年度以前 |
| 車両番号 | 3517         | 3567         | 3667         | 3617         | 3次車    | 1995/4/26 | 2022/7/15 機器更新・内装更新                  | 2022/7/15    |
| 車両番号 | 3518         | 3568         | 3668         | 3618         | 3次車    | 1995/6/21 | 2021年度 機器更新                             | 2023年度以前 |
| 車両番号 | 3519         | 3569         | 3669         | 3619         | 3次車    | 1995/6/12 | 2021年度 機器更新 2024/7/23 内装更新          | 2024/7/23    |
| 車両番号 | 3520         | 3570         | 3670         | 3620         | 3次車    | 1995/6/19 | 2025/1/16 機器更新・内装更新                  | 2025/1/16    |
| 車両番号 | 3521         | 3571         | 3671         | 3621         | 3次車    | 1995/6/19 | 2022/12/2機器更新                             |              |
| 車両番号 | 3522         | 3572         | 3672         | 3622         | 4次車    | 1996/2/28 | 2022/9/6 機器更新                             |              |
| 車両番号 | 3523         | 3573         | 3673         | 3623         | 4次車    | 1996/2/28 | 2025/4/1 機器更新・内装更新                   | 2025/4/1     |
| 車両番号 | 3524         | 3574         | 3674         | 3624         | 4次車    | 1996/3/6  |                                               |              |
| 車両番号 | 3525         | 3575         | 3675         | 3625         | 4次車    | 1996/3/6  | 2020/8/10 機器更新                            |              |
| 車両番号 | 3526         | 3576         | 3676         | 3626         | 4次車    | 1996/3/12 | 2023/3/16 機器更新                            |              |
| 車両番号 | 3527         | 3577         | 3677         | 3627         | 5次車    | 1996/4/3  | 2023/12/7 機器更新・内装変更                  |              |
| 車両番号 | 3528         | 3578         | 3678         | 3628         | 5次車    | 1996/4/3  |                                               |              |
| 車両番号 | 3529         | 3579         | 3679         | 3629         | 5次車    | 1996/4/3  | 2023/8/4 機器更新・内装変更                   | 2023/8/4     |
| 車両番号 | 3530         | 3580         | 3680         | 3630         | 5次車    | 1996/4/3  |                                               |              |
| 車両番号 | 3531         | 3581         | 3681         | 3631         | 5次車    | 1996/4/24 | 2024/1/4 機器更新・内装変更                   |              |
| 車両番号 | 3532         | 3582         | 3682         | 3632         | 5次車    | 1996/4/24 |                                               |              |
| 車両番号 | 3533         | 3583         | 3683         | 3633         | 5次車    | 1996/5/20 |                                               |              |
| 車両番号 | 3534         | 3584         | 3684         | 3634         | 5次車    | 1996/6/1  | 2023/8/18 機器更新・内装変更                  |              |
| 搭載機器 | SIV,CP       | VVVF,PT      | SIV,CP,PT    |              |          |           |                                               |              |

|          | ← 豊橋岐阜 → | ← 豊橋岐阜 → | ← 豊橋岐阜 → | ← 豊橋岐阜 → | 製造次数 | 落成日   | 備考               |
| 形式     | ク3700       | モ3750       | モ3850       | ク3800       | 製造次数 | 落成日   | 備考               |
| 区分     | Tc1          | M2           | M1           | Tc2          | 製造次数 | 落成日   | 備考               |
| 車両番号 | 3701         | 3751         | 3851         | 3801         | 1次車    | 1997/4/1 |                    |
| 車両番号 | 3702         | 3752         | 3852         | 3802         | 1次車    | 1997/4/1 |                    |
| 車両番号 | 3703         | 3753         | 3853         | 3803         | 2次車    | 1998/4/1 | 2025/4/11 機器更新 |
| 車両番号 | 3704         | 3754         | 3854         | 3804         | 2次車    | 1998/4/1 | 2025/2/10 機器更新 |
| 車両番号 | 3705         | 3755         | 3855         | 3805         | 2次車    | 1998/4/1 |                    |
| 搭載機器 | SIV,CP       | VVVF,PT      | SIV,CP,PT    |              |          |          |                    |

|          | ← 豊橋岐阜 → | ← 豊橋岐阜 → | 製造次数 | 落成日    | 塗装変更     |
| 形式     | ク3100       | モ3200       | 製造次数 | 落成日    | 塗装変更     |
| 区分     | Tc           | Mc           | 製造次数 | 落成日    | 塗装変更     |
| 車両番号 | 3101         | 3201         | 1次車    | 1997/4/1  | 2025年度以前 |
| 車両番号 | 3102         | 3202         | 1次車    | 1997/4/1  | 2025年度以前 |
| 車両番号 | 3103         | 3203         | 1次車    | 1997/4/1  | 2019/12/4    |
| 車両番号 | 3104         | 3204         | 1次車    | 1997/4/1  | 2019/7/5     |
| 車両番号 | 3105         | 3205         | 1次車    | 1997/4/1  | 2025年度以前 |
| 車両番号 | 3106         | 3206         | 1次車    | 1997/4/1  | 2019/11/6    |
| 車両番号 | 3107         | 3207         | 1次車    | 1997/4/1  | 2019/6/5     |
| 車両番号 | 3108         | 3208         | 1次車    | 1997/4/16 | 2020/1/10    |
| 車両番号 | 3109         | 3209         | 1次車    | 1997/4/1  | 2020/3/20    |
| 車両番号 | 3110         | 3210         | 1次車    | 1997/4/1  | 2019/9/30    |
| 車両番号 | 3111         | 3211         | 2次車    | 1998/4/1  | 2020/1/17    |
| 車両番号 | 3112         | 3212         | 2次車    | 1998/4/1  | 2020/1/28    |
| 車両番号 | 3113         | 3213         | 2次車    | 1998/4/1  | 2023年度     |
| 車両番号 | 3114         | 3214         | 2次車    | 1998/4/1  | 2023年度     |
| 車両番号 | 3115         | 3215         | 2次車    | 1998/4/1  | 2023年度     |
| 車両番号 | 3116         | 3216         | 2次車    | 1998/4/1  | 2025年度以前 |
| 車両番号 | 3117         | 3217         | 2次車    | 1998/4/1  | 2023年度     |
| 車両番号 | 3118         | 3218         | 2次車    | 1998/4/1  | 2025年度以前 |
| 車両番号 | 3119         | 3219         | 2次車    | 1998/4/1  | 2023年度     |
| 車両番号 | 3120         | 3220         | 3次車    | 2000/4/7  | 2023年度     |
| 車両番号 | 3121         | 3221         | 3次車    | 2000/4/7  | 2022年度     |
| 車両番号 | 3122         | 3222         | 3次車    | 2000/4/7  | 2025年度以前 |
| 車両番号 | 3123         | 3223         | 3次車    | 2000/4/7  | 2023年度     |
| 搭載機器 | CP           | VVVF/SIV,PT  |          |           |              |